# 1746 en France
Chronologie de la France
- 1742
- 1743
- 1744
- 1745
- 1746
- 1747
- 1748
- 1749
- 1750

Marie-Thérèse d'Espagne
Cette page concerne l’année 1746 du calendrier grégorien.

## Événements
- 2 février : supplice du pasteur protestant Mathieu Majal, dit Desubas, à Montpellier[1].
- 21 février : prise de Bruxelles par les troupes françaises du maréchal Maurice de Saxe[2].
- Avril : convention de Dresde par laquelle la France achète la neutralité de la Saxe[3].
- 31 mai : capitulation de la citadelle d’Anvers[2].

- 1er juin : fondation à Mulhouse par Jacques Schmaltzer, Samuel Koechlin et Henri Dollfus de la première fabrique d’indiennes, toiles de cotons colorées, peintes ou imprimée[4].
- 16 juin : bataille de Plaisance. La France et l’Espagne, qui occupaient la plaine du Pô, doivent se replier[3].
- 22 juillet : la dauphine, infante d’Espagne, meurt après avoir mis au monde une petite fille nommée Marie-Thérèse de France, qui meurt en 1748[5].

- 5 août : Christophe de Beaumont (1703-1781) devient archevêque de Paris[6]. Il lutte contre les jansénistes et les philosophes.

- 21 septembre : prise de Madras par la flotte française de l’amiral Mahé de la Bourdonnais[2].
- 1er-8 octobre : échec d'un coup de main britannique en Bretagne contre Lorient[7].
- 11 octobre : Maurice de Saxe remporte la bataille de Rocoux face aux Autrichiens[2].

- 30 novembre : les Autrichiens et les Piémontais, assistés par une flotte britannique, passent le Var et entrent en Provence[8].

- 16 décembre : une flotte britannique s’empare de l’île Sainte-Marguerite en Provence (fin le 27 mai 1747)[9].
- Décembre : édit augmentant l’impôt du dixième de deux sols par livre pour dix ans[10]. Emprunt de 10 millions de livres à 5% en rentes perpétuelles[11].